# Eugenia Golea
Eugenia Golea (Bukarest, 1971. március 10. –) világbajnok, olimpiai és Európa-bajnoki ezüstérmes román tornász, edző.
Egyike azon román tornászoknak, akik tökéletesen végrehajtott gyakorlatukra megkapták a maximális 10-es pontszámot.

## Életpályája
A Bukaresti 2. sz. Iskolai Sportklubban kezdett tornázni, ahol edzői Mihai Demetrescu és Lucia Marcu voltak. Dévára a román válogatottba kerülve pedig Adrian Goreac, Maria Cosma, Octavian Bellu és Adrian Stan edzették.

### Felnőttként

#### Országos eredmények
Az 1984-es Román Kupán egyéni összetettben és gerendán győzött.
Románia Nemzeti Bajnokságán 1985-ben egyéni összetettben harmadik volt, 1986-ban pedig hatodik. 1988-ban már az országos bajnoki címet is sikerült megszereznie ugrásban.

#### Nemzetközi eredmények
A Balkán-bajnokságokon 1984-ben bronzérmes volt, 1985-ben negyedik, 1986-ban pedig ötödik helyen végzett. Ugyancsak ötödik helyezést szerzett az 1984-es McDonald's American Cupon.
Az 1985-ös Spanyolország-Románia és az 1987-es Nyugat-Németország-Románia kétoldalú találkozón is a hatodik helyen végzett egyéni összetettben.
Az Arthur Gander Memorialon 1987-ben egyéni összetettben első helyezést ért el.
Románia Nemzetközi Bajnokságain 1987-ben ugrásban, gerendán és talajon, 1988-ban pedig ugrásban győzött.
Felnőtt Európa-bajnokságon egy alkalommal, 1987-ben Moszkvában vett részt, ahol gerendán ezüst-, ugrásban bronzérmet sikerült szereznie.
Első felnőtt világbajnokságán 1985-ben Montréalban a csapattal (Szabó Katalin, Daniela Silivaș, Camelia Voinea, Laura Cutina, Celestina Popa) sikerült ezüstérmet szereznie. A következőn, 1987-ben Rotterdamban már a bajnoki címet érte el a csapattal (Aurelia Dobre, Daniela Silivaș, Szabó Katalin, Camelia Voinea, Celestina Popa), továbbá ugrásban is szerzett egy ezüstérmet.
Az 1988. évi nyári olimpiai játékokon Szöulban a csapattal (Daniela Silivaș, Aurelia Dobre, Celestina Popa, Gabriela Potorac és Camelia Voinea) szerzett ezüstérmet.

### Visszavonulása után
Visszavonulása után edzőként tevékenykedett előbb Puerto Ricóban, majd az Amerikai Egyesült Államokban.

## Díjak, kitüntetések
A Román Torna Szövetség négy egymást követő évben (1986–1989) választotta be az év legjobb tíz női sportolója közé.
1986-ban Kiváló Sportolói címmel tüntették ki.
2000-ben megkapta a Román Nemzeti Érdemért Érdemérem III. osztályát.